# Reginaldo II de Hainaut
Reginar (ou Rainier ou Rainério) II (890 - 943) foi um magnata lotaríngio que atuou aproximadamente de 915 a 932. Ele era irmão do duque Gilberto da Lotaríngia, que morreu na Batalha de Andernach em 939, e porque seu filho e neto o reivindicaram, ele provavelmente já ocupava pessoalmente o forte de Mons em Hainaut como sede de um condado. Foi conde de Hainaut e duque da Lorena.
Ele era filho de Reginar I de Langhals, e isso significa que sua avó paterna era possivelmente filha de Carlos, o Calvo e Ermentrude.

## Biografia
Os Anais de Flodoard relatam no ano de 924 que Reginar, irmão do duque Gilberto da Lotaríngia, já tinha um filho que foi dado como refém durante conflitos entre vários magnatas lotaríngios da época.
Em 943 ele estava morto, porque uma carta feita em favor de sua filha viúva foi feita em parte em nome da expiação de seus pecados.

## Relações familiares
Foi filho de Reginar I de Langhals e Alberade de Mons. Reginaldo teve pelo menos três filhos com Adelaide, filha de Ricardo, Duque da Borgonha:
- Reginar III, Conde de Hainaut
- Rodolphe, Conde de Maasgau
- Possivelmente Liethard ou Liechard, um filho mencionado em uma carta de 966 como filho de um Conde Reginar.
- Uma filha que se casou com Nibelungo, conde de Betuwe.